# The Constant Gardener
The Constant Gardener er en britisk dramafilm fra 2005 instrueret af Fernando Meirelles baseret på John le Carrés roman af samme navn. Filmen var nomineret til ti Oscars og ti BAFTA Awards, men vandt kun én Oscar for bedste kvindelige birolle (Rachel Weisz) og én BAFTA Award for bedste klipning (Claire Simpson).

## Medvirkende
- Ralph Fiennes
- Rachel Weisz
- Hubert Koundé
- Danny Huston
- Bill Nighy
- John Sibi-Okumu
- Packson Ngugi
- Archie Panjabi